# Lista de deputados estaduais de Goiás da 14.ª legislatura
Essa é uma lista de deputados estaduais de Goiás eleitos para o período 1999-2003.

## Composição das bancadas
| Partido | Líder            | Bancada | Posição      |
| ------- | ---------------- | ------- | ------------ |
| PMDB    | José Nelto       | 16 / 41 | Oposição     |
| PSDB    | Samuel Almeida   | 6 / 41  | Governo      |
| PSD     | Paulo Rodrigues  | 4 / 41  | Governo      |
| PL      | Antonino Andrade | 4 / 41  | Independente |
| PPB     | Nédio Leite      | 3 / 41  | Governo      |
| PFL     | Jalles Fontoura  | 2 / 41  | Governo      |
| PST     | Rosiron Wayne    | 2 / 41  | Governo      |
| PCdoB   | Denise Carvalho  | 1 / 41  | Oposição     |
| PSC     | Ronildo Naves    | 1 / 41  | Independente |
| PT      | Rubens Otoni     | 1 / 41  | Oposição     |
| PDT     | Isaura Lemos     | 1 / 41  | Oposição     |

## Deputados estaduais
| Número | Deputados por ordem de votação | Partidos | Votação | Porcentagem | Cidade onde nasceu       | Estado       |
| 15180  | Kennedy Trindade               | PMDB     | 45.848  | 2,33%       | Senador Canedo           | Goiás        |
| 15123  | José Nelto                     | PMDB     | 33.548  | 1,71%       | Tiros                    | Minas Gerais |
| 15115  | Onaide Santillo                | PMDB     | 26.133  | 1,33%       | Anápolis                 | Goiás        |
| 15170  | Iram Saraiva                   | PMDB     | 24.875  | 1,27%       | Goiânia                  | Goiás        |
| 15136  | Léo Mendanha                   | PMDB     | 24.592  | 1,25%       | Inhumas                  | Goiás        |
| 15111  | Adib Elias                     | PMDB     | 24.579  | 1,25%       | Catalão                  | Goiás        |
| 15141  | José Essado                    | PMDB     | 23.987  | 1,22%       | Inhumas                  | Goiás        |
| 15134  | Gilberto Naves                 | PMDB     | 23.825  | 1,21%       | Goianésia                | Goiás        |
| 15190  | Sandes Júnior                  | PMDB     | 22.867  | 1,16%       | Porto Nacional           | Tocantins    |
| 41123  | Paulo Rodrigues                | PSD      | 22.404  | 1,14%       | Cachoeira Alta           | Goiás        |
| 15126  | Rose Cruvinel                  | PMDB     | 21.815  | 1,11%       | Goiânia                  | Goiás        |
| 41155  | Dr. George Morais              | PSD      | 21.734  | 1,11%       | Caiapônia                | Goiás        |
| 15135  | Nelson Antônio                 | PMDB     | 21.435  | 1,09%       | Jataí                    | Goiás        |
| 41111  | Livio Luciano                  | PSD      | 21.398  | 1,09%       | Goiânia                  | Goiás        |
| 15116  | Rogério Troncoso               | PMDB     | 21.067  | 1,07%       | Morrinhos                | Goiás        |
| 45150  | Sebastião Tejota               | PSDB     | 20.008  | 1,02%       | Montalvânia              | Minas Gerais |
| 15118  | Lamis Cosac                    | PMDB     | 19.902  | 1,01%       | Beirute                  | Líbano       |
| 45177  | Pastor Benedito Marinho        | PSDB     | 19.865  | 1,01%       | Goiânia                  | Goiás        |
| 41141  | Helder Valin                   | PSD      | 19.795  | 1,01%       | Goiânia                  | Goiás        |
| 11116  | Tião Caroço                    | PPB      | 19.405  | 0,99%       | Formosa                  | Goiás        |
| 45111  | Luiz Moura                     | PSDB     | 18.862  | 0,96%       | Conceição do Mato Dentro | Minas Gerais |
| 25111  | Jalles Fontoura                | PFL      | 17.465  | 0,89%       | Goianésia                | Goiás        |
| 15131  | Marcelo Melo                   | PMDB     | 17.295  | 0,88%       | Luziânia                 | Goiás        |
| 15160  | Geraldo Lemos                  | PMDB     | 16.611  | 0,85%       | Rio Verde                | Goiás        |
| 15121  | Antônio Ribeiro                | PMDB     | 16.479  | 0,84%       | Pirajuba                 | Minas Gerais |
| 25999  | Dr. Célio Silveira             | PFL      | 16.306  | 0,83%       | Luziânia                 | Goiás        |
| 22200  | Dr. Jardel Sebba               | PL       | 15.349  | 0,78%       | Catalão                  | Goiás        |
| 22210  | Nô                             | PL       | 15.153  | 0,77%       | Nerópolis                | Goiás        |
| 45151  | Honor Cruvinel                 | PSDB     | 14.816  | 0,75%       | Morrinhos                | Goiás        |
| 22144  | Abdul Hamid Sebba              | PL       | 13.791  | 0,70%       | Araguari                 | Minas Gerais |
| 65123  | Denise Carvalho                | PCdoB    | 13.791  | 0,66%       | São Paulo                | São Paulo    |
| 11105  | Nédio Leite                    | PPB      | 12.262  | 0,62%       | Jaraguá                  | Goiás        |
| 22123  | Antônio Andrade                | PL       | 12.224  | 0,62%       | Santa Helena de Goiás    | Goiás        |
| 11111  | Lila Saponi                    | PPB      | 12.197  | 0,62%       | Rio Verde                | Goiás        |
| 45155  | Prof° Luciano Fonseca          | PSDB     | 11.940  | 0,61%       | Itaberaí                 | Goiás        |
| 45133  | Samuel Almeida                 | PSDB     | 11.908  | 0,61%       | Itaguaru                 | Goiás        |
| 20111  | Ronildo Naves                  | PSC      | 9.721   | 0,49%       | Indianópolis             | Minas Gerais |
| 13230  | Rubens Otoni                   | PT       | 9.600   | 0,49%       | Goianésia                | Goiás        |
| 12644  | Isaura Lemos                   | PDT      | 9.443   | 0,48%       | Jundiaí                  | São Paulo    |
| 18181  | Rosiron                        | PST      | 8.894   | 0,45%       | Porangatu                | Goiás        |
| 18151  | Afrêni                         | PST      | 8.426   | 0,43%       | Niquelândia              | Goiás        |